# Sezona kiselih krastavaca
Sezona kiselih krastavaca metaforički je i u pravilu pogrdan naziv za uređivačku politiku medija kojom se pokušava očuvati ili povećati čitanost i gledanost u praznini koju stvara prekid političkih, ekonomskih i drugih aktivnosti u vrijeme ljetnih godišnjih odmora, senzacionalističkim bavljenjem trivijalnim temama, nevažnim događajima i osobama koje u ostatku godine ne bi zaslužile toliku pažnju.  
Pojam se različito naziva u drugim jezicima: Sommerloch (ljetna rupa) na njemačkom, la morte-saison (mrtva sezona) ili la saison des marronniers (sezona kestena) na francuskom ili nyhetstorka (sûša vijesti) na švedskom. Ipak, većina jezika ovu pojavu veže uz krastavce, vjerojatno jer se podudara s periodom u kojem krastavci dozrijevaju za berbu, pa se tako koriste nazivi Komkommertijd na nizozemskom, agurketid na danskom, gúrkutíð na islandskom, agurktid na norveškom, okurková sezóna na češkom, uhorková sezóna na slovačkom, sezon ogórkowy na poljskom, uborkaszezon na mađarskom, עונת המלפפונים (onat ha'melafefonim) na hebrejskom, a svi značenja: vrijeme ili sezona krastav(a)ca.  Neki jezici, uključujući hrvatski, koriste pojam kiselih krastavaca: Sauregurkenzeit na njemačkom (iako se češće koristi termin Sommerloch), hapukurgihooaeg na estonskom, ili čas kislih kumaric na slovenskom. 
Englesko govorno područje koristi termine koji nisu vezani uz krastavce, npr. silly season (smiješna sezona) u Velikoj Britaniji ili slow (news) season (sezona sporih vijesti) u Sjevernoj Americi, vjerojatno zato što se pojam cucumber time (vrijeme krastavaca) već tijekom 19. stoljeća koristio za vrijeme godišnje pauze u poslu krojača, dok je naziv vezan uz vijesti skovan tek 1861. godine.[nedostaje izvor]
Pojam ne treba miješati s tzv. ljetom morskog psa (engl. summer of the shark) koji označava senzacionalističku medijsku opčinjenost jednom jedinom temom.